# Nationaal Songfestival 1998
Het Nationaal Songfestival in 1998 werd op 8 maart gepresenteerd door Paul de Leeuw en Linda de Mol. Het evenement vond plaats in de RAI in Amsterdam. Acht artiesten deden mee.

## Einduitslag
| Plaats | Artiest                                  | Titel                      | Punten |
| ------ | ---------------------------------------- | -------------------------- | ------ |
| 1      | Edsilia Rombley                          | Hemel en aarde             | 138    |
| 2      | Nurlaila                                 | Alsof je bij me bent       | 84     |
| 3      | Frédérique Spigt                         | Mijn hart kan dat niet aan | 70     |
| 4      | Nubia                                    | Ze kwamen over zee         | 65     |
| 5      | Ryan van den Akker & Lone van Roosendaal | Over                       | 48     |
| 6      | Claudia Nelson                           | Zintuigen                  | 40     |
| 7      | Sylvia Samson                            | Mijn wens voor 2000        | 38     |
| 8      | Marco Marlé                              | Hou me maar vast           | 29     |

1956 · 1957 · 1958 · 1959 · 1960 · 1961 · 1962 · 1963 · 1964 · 1965 · 1966 · 1967 · 1968 · 1969 · 1970 · 1971 · 1972 · 1973 · 1974 · 1975 · 1976 · 1977 · 1978 · 1979 · 1980 · 1981 · 1982 · 1983 · 1984 · 1986 · 1987 · 1988 · 1989 · 1990 · 1992 · 1993 · 1994 · 1996 · 1997 · 1998 · 1999 · 2000 · 2001 · 2003 · 2004 · 2005 · 2006 · 2007 · 2008 · 2009 · 2010 · 2011 · 2012